# هاري كروفورد بلاك
هاري كروفورد بلاك (بالإنجليزية: Harry Crawford Black)‏ هو مصرفي أمريكي، ولد في 1887، وتوفي في 1956.